# Штурм, Ханна
Ханна Штурм (нем. Hanna Sturm; 28 февраля 1891, Клингенбах, Австро-Венгрия — 9 марта 1984, Загреб, Югославия) — австрийская активистка, профсоюзный деятель и борец за мир, участник немецкого сопротивления после того, как Австрия была аннексирована нацистской Германией в 1938 году. Провела несколько лет в немецких концлагерях, но была освобождена из Равенсбрюка 30 апреля 1945 года. В 1958 году написала автобиографическую книгу, но долго не могла найти издателя. Книга была опубликована в 1982 году, за два года до смерти Штурм.

## Биография

### Ранние годы
Йоханна Штурм родилась в Клингенбахе, небольшом городке недалеко от Айзенштадта в Бургенланде. Бургенланд стал частью Австрии в 1921 году, на момент рождения Ханны и её братьев находился в венгерской половине Австро-Венгрии. Была вторым ребёнком в семье и единственной девочкой из четырёх детей. Отец работал плотником. Семья принадлежала к хорватскому меньшинству Бургенданда. Ханна посещала школу только два года, а затем, в отсутствие обязательного всеобщего образования в Венгрии, начала работать в поле, когда ей было восемь. Затем работала в качестве домашней прислуги. Когда ей было десять, отец заплатил один гульден нотариусу, чтобы тот подтвердил, что ей уже двенадцать: это позволило Ханне получить работу на сахарной фабрике в соседнем Шаттендорфе. После года работы она получила повышение, что вызвало ревность со стороны других детей, работавших на фабрике, и они в отместку наполнили её пустую флягу для кофе сахарным сиропом. В конце дня сироп был обнаружен во время проверки, и Ханна была уволена за предполагаемую кражу. В 14 лет она устроилась на фабрику Jute AG в Нойфельде, еще один небольшой городок в Бургенланде. С тремя другими детьми такого же возраста она работала на промышленной очистительной машине, используемой в обработке материалов. Однако после забастовки в связи с «мошенничеством с зарплатой» она снова оказалась на улице. В 1907 году Ханна вместе со старшим братом Юлиусом отправилась в поисках работы в Вену.

### Участие в рабочем движении в Вене
В Вене, через своего брата, она познакомилась с чешской семьёй, которая устроила её на первую работу в городе. Отец семейства был членом профсоюза: ему удалось устроить Ханну на работу в Jute AG на заводе в Флоридсдорфе, растущем промышленном квартале за рекой к северу от основной части города (фабрика была дочерним предприятием нойфельдской, с которой Штурм ранее уволили). В Флоридсдорфе она впервые познакомилась с бастро набиравшим мощь рабочим движением. 15 марта 1908 года Ханна Штурм вступила в Социал-демократическую партию. 8 марта 1910 года она присоединилась к профсоюзу. По совету и при поддержке товарищей по партии она научилась читать и писать.
В 1911 году в Вене прошла всеобщая забастовка. Ханна Штурм приняла участие в большой демонстрации на Рингштрассе. Полиция применила силу для разгона демонстрации. Штурм распространяла среди рабочих листовки и поэтому получила мощный удар в лицо, из-за чего глаза налились кровью. Участие в демонстрации также привело к потере работы в Jute AG и новому периоду безработицы.

### Материнство и война
После рождения 7 октября 1912 года дочери Терезии Штурм подверглась дискриминации, традиционно сопровождавшей незамужних матерей-одиночек. Во время Первой мировой войны она получила работу на военном заводе в Блумау (Маттерсбург), к югу от Вены. В августе 1916 года её арестовали по обвинению в саботаже и некоторое время держали в следственном изоляторе. Утверждалось — и почти наверняка так оно и было — что Штурм вместо взрывчатого вещества наполняла снаряды снарядов. В конце концов, дело дошло до суда и было прекращено за недостатком улик. Штурм нашла другую работы. Почти все деньги она отсылала матери Анне, которая присматривала за двумя её дочерьми. Отец девочек погиб на войне. Младшая, Релли, умерла в венской больницев 1919 году. Штурм принимала участие в подготовке к Январской стачке 1918 года за улучшение условий для трудящихся женщин и против войны. В результате она снова была арестована, но на этот раз быстро вышла на свободу из-за слабых доказательств.

### 133 советских дня
Стремительный развал империи в октябре-ноябре 1918 года привёл к тому, что Венгрии отделилась от Австрии, а Бургенланд стал пограничной областью. Поскольку в документах Ханна Штурм была записана как бургенландская хорватка, в Вене её признали иностранкой, и ей пришлось вернуться на родину. Она была сторонником Венгерской советской республики, провозглашенной Белой Куном 21 марта 1919 года. Поддержка выражалась в практической деятельности: Штурм работала в качестве курьера, доставлявшего в предварительно назначенное место значительных суммы денег, которые были собраны для венгерской Красной Армии. Однажды она была замечена сотрудниками полиции, которые задержали её и доставили в Залаэгерсег. Через три дня ей удалось сбежать, но при переходе границы в Нейфельде её узнали и снова арестовали. Штурм была закрыта в зале ожидания вокзала. Ей удалось незаметно вылезти в окно и через поля пробраться в Эбенфурт, который на тот момент был австрийским.
Венгерская советская республика прекратила существование в условиях иностранной военной интервенции в начале августа 1919 года. Штурм занялась организацией нелегального пересечения границы для лидеров республики. Одни из них был Бела Кун. Он прятался в квартире Штурм три дня, не раскрывая личности, но открыл секрет перед уходом.

### Межвоенный период
В августе территория, включающая современный Бургенланд, перешла из состава Вернгрии в Австрию, после чего обе страны были международно признаны отдельными независимыми государствами. Штурм смогла, наконец, без препятствий вернуться домой в Нойфельд. Она нашла работу на джутовой фабрике, вскоре став членом совета рабочих. В послевоенные годы она продолжала активную политическую деятельность. Одной из проблем для неё стали хорватские работницы из католической общины, которых работодатель использовал в качестве штрейкбрехеров. Как утверждает один из источников, Ханне Штурм удалось пробудить в женщинах сознательность и солидарность с бастующими.
В 1924 году Ханна Штурм посетила Москву в качестве австрийского делегата международной конференции Коминтерна. Она встречалась с известными политическими активистами из разных стран: товарищи, с которыми она делилась мнениями, были Сунь Ятсен и его молодая жена, с которой, как Штурм позже писала, она обсудила на немецком языке целый ряд вопросов, которые выходили за рамки политики. Была также встреча с Белой Куном, который «сразу её узнал». В это время в Австрии в 1925 году прошло две крупные забастовки женщин, требовавших повышения заработной платы, и по возвращении домой из Москвы Штурм не смогла найти работу. Она немедленно приступила к организации безработных в районе, став председателем комитета безработных в Айзенштадте, столице Бургенланда, хотя в личном плане, при ограниченной финансовой поддержке, она находилась в крайне стеснённых обстоятельствах. Также Штурм оказалась в конфликте с руководством СДП. Председатель партии, Отто Бауэр, даже высказал по этому поводу каламбур: «Wir lassen uns die Sturm nicht über den Kopf wachsen» (с нем. — «Мы не должны допустить, чтобы шторм/Штурм нас обдолел(а)»).
В 1925 году (по другим источниам, в 1927), в контексте продолжающихся разногласий, Штурм была исключена из Социал-демократической партии. Такой исход она восприняла как возможность присоединиться к Коммунистической партии Австрии. Она по-прежнему не могла найти работу в Бургенланле, где о её политической деятельности, видимо, знали все фабриканты, поэтому в 1929 году вместе с повзрослевшей дочерью Терезией она уехала в Бремен в Германии, где ониних нашли работу на текстильной фабрике. Германия в это период переживала поличтиескуб поляризацию: в совет рабочих, где работали Штурм, было израрано 12 из 15 представителей от коммунистов, в чём сыграла роль и деятельность Ханны. Вскоре после этого мать и дочь были изгнаны из Германии.
По возвращении в Бургенланд начался новый период безработицы. В 1930 году Ханна и Терезия по программе обмена вместе с группой шахтёров уехала в Москву. Полгода спустя они обе оказались в качестве инструкторов на текстильной фабрике «Работница» в Ленинграде, где по три смены в день обучали стажёров и других молодых рабочих обслуживанию прядильных машин.

### Возвращение в Австрию
Осенью 1932 года партия отозвала Ханну Штурм обратно в Австрию. Терезия осталась в Советском Союзе, поступила в Ленинградский университете, где изучала народное хозяйство. Она также занималась бумажной работой в международными матросском клубе, где познакомилась со своим будущим мужем, немецким моряком, за которого вышла замуж в 1932 году. Впоследствии её муж был арестован, вероятно, из-за отказа принять советское гражданство, и пропал. Год спустя под арест попала и сама Терезия.Она провела в заключении 18 лет, жила в Уктинском районе Коми. Здесь встретила своего второго мужа-югослава, с которым в 1957 году перебралась в Югославию.
Фашистское правительство пришло к власти в Австрии в 1934 году и, воодушевленное событиями в Германии, быстро превратило страну в пост-демократическую диктатуру. Источники по большей части умалчивают о политической деятельности Ханны Штурм в конце 1930-х годов. Известно, что она четыре раза задерживалась властями в период между 1933 и 1937 на срок от четырех до двадцати четырех дней. В этот период она была исключена из Компартии Австрии, хотя не ясно, случилось ли это до или после того, как партия была запрещена. В любом случае, она оставалась членом КПСС.

### Лихтенбург и Равенсбрюк
В марте 1938 года Австрия была объединена с нацистской Германией. Репрессии известных антифашистов становились всё более систематическими. В том же месяце Штурм была снова арестована, на этот раз гестапо. В июне 1938 года её поместили в концентрационный лагерь Лихтенбург в центральной Германии, между Лейпцигом и Берлином. Она болела, но выздоровела, и создала небольшую группу ремонтников — так называемую «Штурм-колонну», занимавшуюся починкой лагерного оборудования, чем заслужив расположение со стороны охранников, которые разрешали проходить для срочного ремонта в разные части лагеря, а заключённые пользовались случаем, чтобы украсть еду. Менее года спустя, в мае 1939 года, концлагерь Лихтенбург был закрыт, женщин-заключенных перевели в концентрационный лагерь Равенсбрюк, к северу от Берлина. Малочисленные сведения из источников позволяют предположить, что Штурм не была сломлена системой. Её характеризовали как «австрийскую коммунистку и мастера на все руки, способную учить других, как строить заборы, забивать гвозди и ломать замки», а затем, немного неожиданно, «вести дискуссии о романе Л. Н. Толстого „Война и мир“… в задней части блока 13. …[книга] вызвала отвращение, поскольку Ханна нашла её в отхожем месте». В Равенсбрюке она продолжала руководить «Штурм-колонной» и считалась руководством «надёжным заключённым». В 1941 году её направили в качестве домашней прислуги к Вальтеру Зонтагу, лагерному врачу. Позже Штурм вспоминала, как при ней Зонтаг бил свою жену, будучи слишком пьяным, чтобы заметить или считать важным присутствие посторонних.

### После войны
30 апреля 1945 Ханна Штурм освободилась из концлагеря. И более десяти лет потребовалось, прежде чем её дочь и четырех внука, которых выпустили из СССР, снова с ней встретились. Первоочередной задачей стало простое выживание. Она вернулась в Бургенланд. Никакой помощи бывшим заключённым концлагерей до 1948 года не оказывалось, и в первые послевоенные годы Штурм находилась в тяжелом материальном положении. Как представитель этнического меньшинства, бургенландских хорватов, она оставалась как бы посторонней в новой Австрии, находящейся под оккупацией. В это время Штурм боролась с болезненным прошлым: реалии концлагеря возвращались к ней во сне.
Но она не была сломлена. Несколько раз Штурм выступала на процессах против бывших охранников лагеря Равенсбрюк. В Нойфельде, её родном городе, она построила дом. К 1958 году была написала и готова к печати автобиография, но до публикации оставалось ещё 24 года. Книга вышла в 1982 году в издательстве Verlag für Gesellschaftskritik.
В 1984 году Ханна Штурм умерла в доме дочери Терезии в Загребе.